# Estádio Governador Augusto Franco
O Estádio Governador Augusto Franco, apelidado de Francão, é um estádio de futebol localizado na cidade de Estância, no estado de Sergipe, pertence ao Governo Estadual e tem capacidade para 8.000 pessoas.

## História
O Estanciano tinha seu campo situado a Rua da Boa Viagem  hoje Monsenhor Santiago, e nos fundos do Antigo Cruzeiro, hoje Casa da Cultura e Hospital Amparo de Maria.

### Reformas
Em 2003, a equipe do Estanciano, que adotou a cidade de Itaporanga D’Ajuda como sede no primeiro turno do campeonato sergipano, e retornou à Estância, cidade de origem, no segundo turno. Para isso, a diretoria do Estanciano, contando com o apoio de alguns torcedores e abnegados do clube, está providenciado a reforma do estádio da Vila Operária, dando àquela praça de esportes as condições básicas para a prática do futebol. Segundo o presidente Miguel Valério, a diretoria vai cumprir as exigências da FSF, quando da vistoria realizada nos estádios de Estância. Além de um tratamento no gramado, o estádio está recebendo um novo alambrado, construção de vestiários para as duas equipes e para árbitros, cabines de imprensa e uma pintura geral.
Em 11 de maio de 2011, em partida válida pelo Campeonato Sergipano de Futebol de 2011, foi reinaugurado Estádio Francão. Fruto de um investimento superior a R$ 4 milhões, a estrutura do estádio foi completamente renovada para garantir uma acomodação segura e confortável para um público de até oito mil pessoas, incluindo as arquibancadas, setores de cadeiras, área vip, cabines de transmissão para a imprensa, banheiros masculinos e femininos adaptados para portadores de necessidades especiais, dentre outras conquistas.
O estádio teve completamente reformadas a Tribuna de Honra, cabines de rádio e seus respectivos sanitários; recuperação estrutural em toda área de concreto do Estádio (marquises e acessos a geral e arquibancadas); recuperação das fossas, de parte das paredes do subsolo com execução de contrafortes e estacas; dos banheiros do pavimento térreo e subsolo.
Além disso  também conta com novas instalações elétricas e hidro-sanitárias; esquadrias de madeira e ferro; gramas em placas na área de jogo; irrigação do campo com aspersores; nova subestação e iluminação do campo; poço artesiano e reservatório de 10.000 litros; placar eletrônico, catracas e alambrados.